# Jade (film)
(Tagline del film)
Jade è un film del 1995 di William Friedkin, scritto da Joe Eszterhas e prodotto da Robert Evans.

## Trama
L'assistente procuratore distrettuale di San Francisco, David Corelli è chiamato sulla scena dell'omicidio di un importante uomo d'affari, Kyle Medford, trovato ucciso nella sua casa con un'antica ascia di guerra. I detective Bob Hargrove e Petey Vesko rinvengono nella cassaforte di Medford alcune fotografie del governatore della California Lew Edwards durante un rapporto sessuale con una prostituta, più tardi identificata come Patrice Jacinto.
Durante gli interrogatori, Patrice rivela che lei e altre donne erano pagate da Medford per incontrarsi con uomini ricchi nella sua casa sulla spiaggia di Pacifica. Si apprende anche che la prostituta più desiderata tra i clienti era una donna conosciuta solo come "Jade".
Corelli incontra poi il governatore Edwards e il suo aiutante Bill Barrett, che lo avvertono di non rendere pubbliche le fotografie, minacciando in caso contrario la rovina della sua carriera. Egli resta in seguito quasi ucciso quando l'impianto frenante della sua auto viene manomesso e il veicolo va fuori controllo durante la discesa di una ripida collina.
Nel frattempo i detective rilevano che le impronte digitali sull'ascia di guerra appartengono a Katrina Gavin, una psicologa ed ex amante di Corelli, attualmente sposata con un suo caro amico, l'avvocato difensore Matt Gavin. Quando viene interrogata, Katrina racconta che Medford le aveva mostrato la sua collezione di armi d'epoca il giorno dell'omicidio, ma afferma pure di non aver nulla a che fare con la sua morte.
Intanto Patrice muore, investita da una macchina nera lungo il centro di San Francisco; Corelli insegue con la sua auto la macchina pirata, ma finisce in mare, in seguito a un incidente con la stessa.
Katrina visita poi Corelli nel suo appartamento e cerca invano di sedurlo, ammettendo inoltre che si sentiva sessualmente liberata, andando a letto con molti uomini nella casa al mare. Successivamente l'unico uomo capace di identificare Katrina viene ritrovato assassinato nella sua casa di Pacifica. Essendo il cadavere ancora caldo, Corelli avverte i detective sulla scena che Katrina non avrebbe potuto ucciderlo perché era insieme a lui fino a poco tempo prima.
Il procuratore capisce che la donna è in pericolo e, dopo una breve discussione con Matt, tenta di contattarla, ma senza successo. I due uomini si recano frettolosamente presso la villa di Matt, dove Hargrove, Callendar (un altro membro della squadra investigativa) e l'assistente del governatore, Barrett, stanno cercando le foto incriminatorie del politico. Katrina rientra a casa, interrompendo la loro ricerca. Hargrove cerca di ucciderla ma Corelli interviene, dando luogo ad una colluttazione che termina con la morte di Hargrove per mano di Matt.
Corelli incontra il governatore per garantire la sicurezza di Katrina, facendo leva sul possesso delle fotografie compromettenti raffiguranti lo stesso. Mentre si prepara per uscire, Katrina trova in bagno delle fotografie che la mostrano mentre fa sesso con vari uomini nella casa sulla spiaggia. Matt le rivela di aver ucciso Medford nel timore che questi potesse ricattare entrambi, chiede infine a Katrina di «fargli vedere Jade» la prossima volta che si incontreranno.